# Leila Araghian

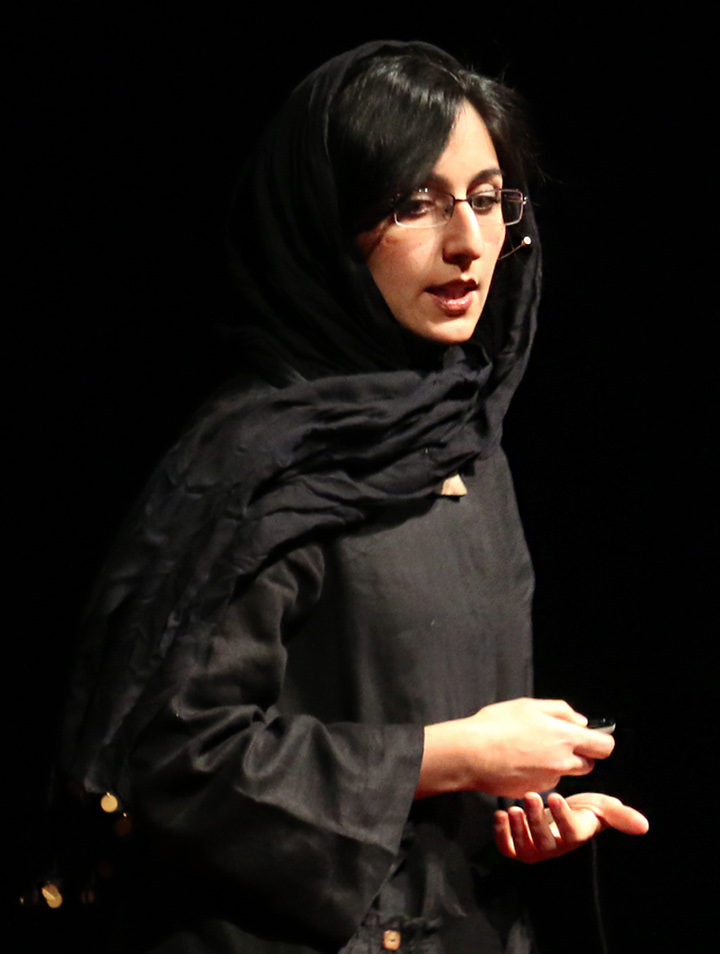
Leila Araghian 2015

Leila Araghian (persisch: لیلا عراقیان; geboren 1983 in Teheran, Iran) ist eine iranische Architektin. Sie gründete mit Alireza Bezadi das Architekturbüro Diba Tensile Architecture.

## Leben

### Ausbildung
Araghian studierte Architektur an der Shahid-Beheshti-Universität in Teheran, an der Hochschule Anhalt am Campus Dessau (zum Thema „Membranstrukturen“) und an der University of British Columbia in Kanada.

### Diba Tensile Architecture

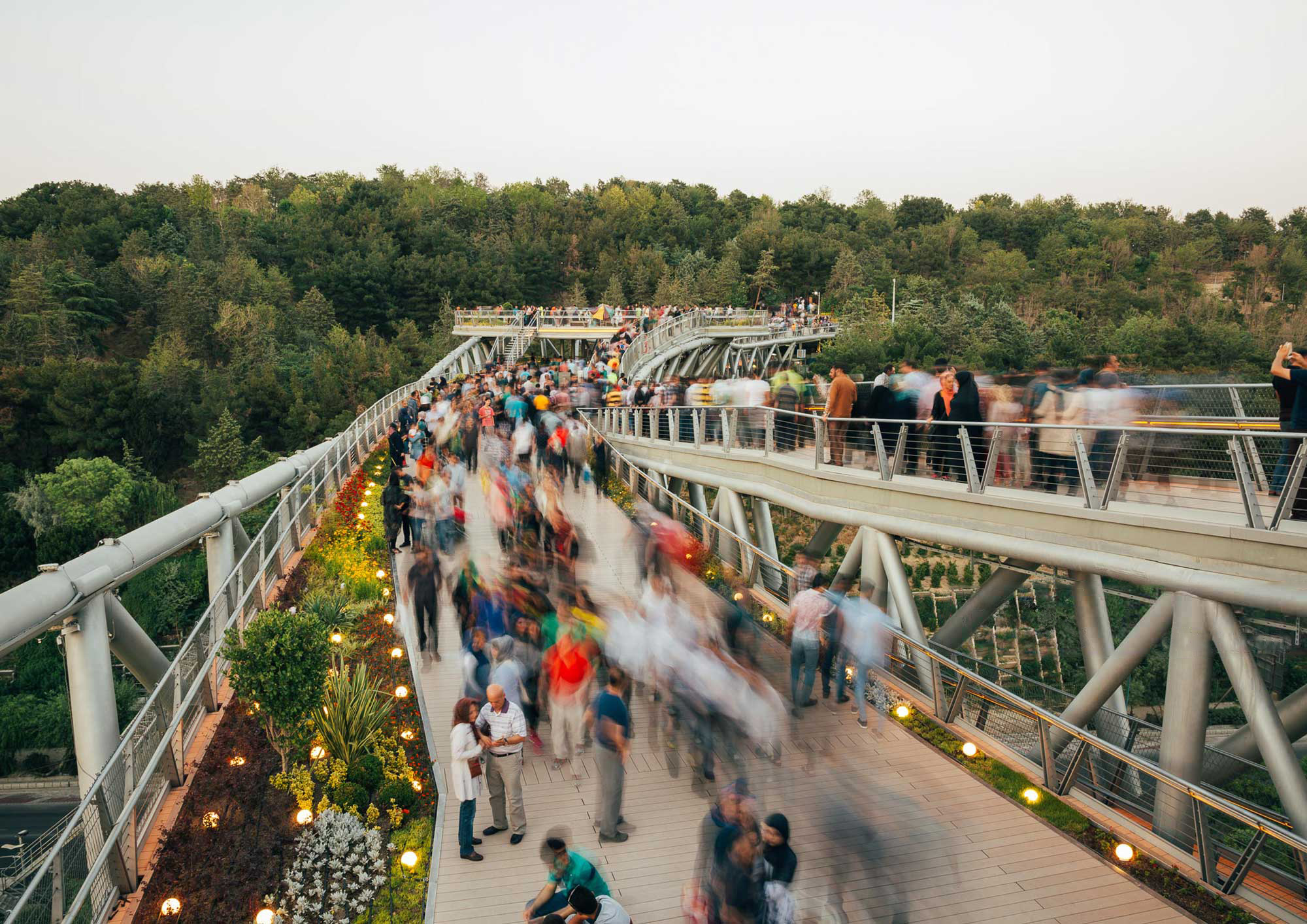
Tabiat-Fußgängerbrücke

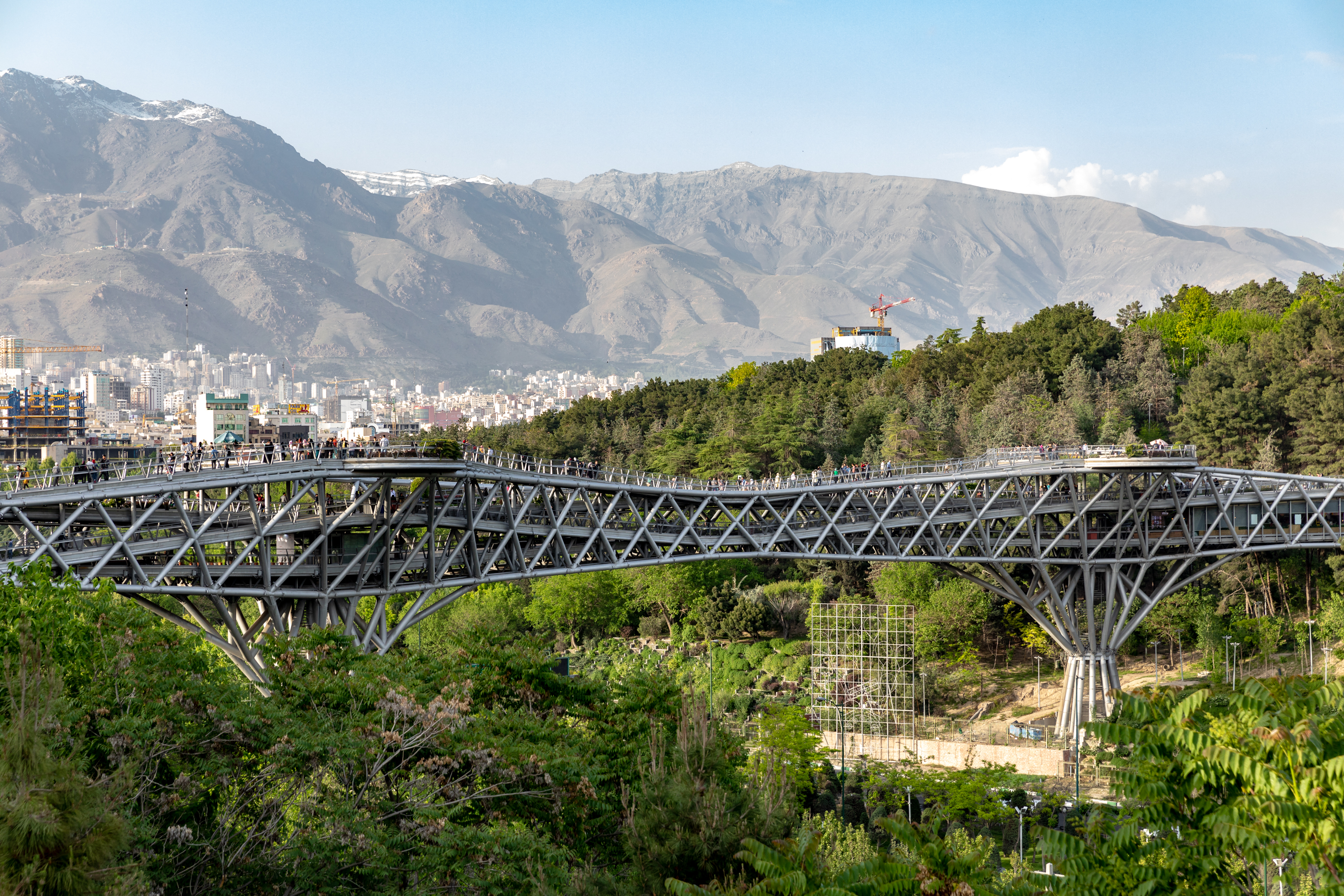
Tabiat-Fußgängerbrücke, Teheran

2005 gründete sie mit Alireza Behzadi das Architekturbüro Diba Tensile Architecture, das sich auf ingenieurmäßige Konstruktionen im öffentlichen Raum spezialisierte und eine Tochterfirma der Diba Group ist.
Mit 26 Jahren gewann sie zusammen mit ihrem Partner Behzadi eine öffentliche Ausschreibung für den Bau einer großen Brücke in Teheran. Dieses architektonische Projekt, genannt Pol-e-Tabiat (persisch: پل طبیعت, Naturbrücke) ist ein 270 Meter langes, dreistöckiges Bauwerk, das den Taleghani-Park mit dem Ab-o-Atash-Park verbindet und dabei eine Brücke über die Shahid Modarres Avenue schlägt, eine der Hauptstraßen Teherans. Durch das dreidimensionale organisch geformte Stahlfachwerk ruht die Brücke auf nur drei sich verästelnden Pfeilern. Mit sonnigen und abgeschatteten Holzflächen, Sitzgelegenheiten, einem Café an der breitesten Stelle entstand ein neuer öffentlicher Raum zum Flanieren und Verweilen. Araghian war die Chefarchitektin und Designerin der Tabiat-Brücke. Die Ende 2014 eingeweihte Brücke erfreut sich großer Beliebtheit in der iranischen Hauptstadt und ist heute als „das dritte Symbol Teherans“ bekannt (die anderen beiden sind der Azadi-Turm (Freiheitsturm) und der Milad-Turm).
Parallel zu größeren Projekten beschäftigt sie Araghian mit Leichtbau- und Zeltkonstruktionen, die zum Beispiel für überdachte Plätze, Innenhöfe, Märkte und Amphitheater angewandt werden können.

### Preise und Auszeichnungen
Als Staatsbürger des Iran wurden Araghian und Behzadi von einigen Wettbewerben wie dem britischen World Architecture Festival ausgeschlossen. Araghian empfand das als unangemessen, da sie Architekten und keine Politiker seien.
Dennoch haben sie für die Tabiat-Brücke zahlreiche lokale und internationale Preise gewonnen, darunter 2015 den New Yorker Architizer A+ Award als Publikumspreis in der Kategorie „Brücken und Autobahnen“ und 2016 den Aga Khan Award for Architecture.
Im Jahr 2015 wurde Leila Araghian von dem Autor und Fotografen Brandon Stanton für das Buch „Humans of New York“ interviewt und fotografiert.
2018 stellten Araghian und Behzadi die Pol-e-Tabiat auf der Architekturbiennale Venedig vor.

## Projekte von Diba Tensile Architects (Auswahl)
- 2014: Pol-e-Tabiat in Teheran, eine Fußgängerbrücke als Aufenthaltsort.
- 2019: Fassade eines Luxus-Einkaufs- und Vergnügungszentrums in Teheran.[9]
- 2019: Überdachter Eingang des Bazarganan-Krankenhauses.[10]
- 2019: Azadi Innovation Factory. Umgestaltung einer Elektrodenfabrik in ein Haus für mietbare Büros.[11]
- 2020: Vashro Parkplatzüberdachung in Teheran.[12]
- 2021: Korridor-Überdachung auf dem Baghdad International Airport[13]
- 2021: Bürogebäude der Maadiranfabrik in der Provinz Alborz, nahe dem Flughafen Payam.[14]
- 2021: Membran-Überdachungen für das iranische Haus für Innovation und Technik in Kenia.[15]
- 2022: Matisse, ein zusammenfaltbarer Riesen-All-Wetter-Schirm für Cafés, Restaurants, Hausgärten, Dachgärten...[16]
- 2022: Pol-e-Tabiat in Shandiz, Fußgängerbrücke, die die Formensprache der Kultur in Khorasan aufgreift.[17]

## Veröffentlichungen
- Mit Azita Ebadi, Iris Lenz: Dem Gestern ein Morgen geben... Iran: Architektur und Kunst. Institut für Auslandsbeziehungen, Stuttgart 2015, ISBN 978-3-921970-57-7.
- Tabiat Pedestrian Bridge, Tehran, Iran (Diba Tensile Architecture). In: Mohsen Mostafavi (Hrsg.): Architecture and plurality. Aga Khan Award for Architecture. Lars Müller, Zürich 2016, ISBN 978-3-03778-523-2 (englisch).